# Ministério da Igualdade de Género e Família
O Ministério da Igualdade de Género e Família (hangul: 여성가족부; hanja: 女性家族部; rr: Yeoseonggajokbu; MOGEF), ou simplesmente Ministério da Igualdade de Género (hangul: 여성부; hanja: 女性部) é um departamento do governo da Coreia do Sul criado a 28 de fevereiro de 1998, sob a designação de Comissão Presidencial para os Assuntos da Mulher. O atual ministério foi formado a 29 de janeiro de 2001.

## História

### Origem
Desde a criação do governo da Coreia do Sul em agosto de 1948, o Ministério das Questões Sociais (hangul: 사회부; hanja: 社會部) foi o departamento responsável por lidar com a discriminação contra as mulheres até ser fundido em 1955. Posteriormente, o Ministério das Questões Sociais fundiu-se com o Ministério da Saúde (hangul: 보건부), tornando-se o Ministério da Saúde e Questões Sociais (hangul: 보건사회부). Em 1994, o Ministério da Saúde e Questões Sociais tornou-se o Ministério da Saúde e Bem-Estar (hangul: 보건복지부; hanja: 保健福祉部; rr: Bogeon Bokji bu), que assumiu as funções do departamento anterior para combater a discriminação contra as mulheres. No entanto, os ministérios foram criticados pela falta de progresso na posição social das mulheres e pela falta de aplicação das suas políticas.
As políticas específicas do combate ao sexismo começaram a ser abordadas após a criação do Departamento dos Assuntos Estatais (hangul: 정무장관실) a 25 de fevereiro de 1998. A Comissão Presidencial para os Assuntos da Mulher (hangul: 여성특별위원회) foi criada a 28 de fevereiro de 1998, tendo sido presidida por Kim Dae-jung. A 23 de julho de 1999, foi criada a Lei que proíbe e regula a discriminação sexual (hangul: 남녀차별 금지 및 구제에 관한 법률). No entanto, as críticas à falta de progresso na posição social das mulheres continuaram a ser feitas e o Ministério da Igualdade de Género (hangul: 여성부) foi criado a 29 de janeiro de 2001, como resposta ao problema, recebendo as seguintes responsabilidades do Ministério da Saúde e Bem-Estar: a proteção das vítimas de violência doméstica e sexual, a prevenção da prostituição e a supervisão da mulher no trabalho.

### Desenvolvimento
A 12 de junho de 2004, o Ministério da Igualdade de Género assumiu do Ministério da Saúde e Bem-Estar as responsabilidades de supervisão do desenvolvimento dos menores. A 23 de junho de 2005, o ministério foi reestruturado sob a designação de Ministério da Igualdade de Género e Família (hangul: 여성가족부) para dar maior coerência à criação e aplicação das políticas. A 29 de fevereiro de 2008, o ministério voltou a ser designado por Ministério da Igualdade de Género, enquanto transferia as responsabilidades de supervisão das famílias e da assistência à infância ao Ministério da Saúde e Bem-Estar, que tornou-se o Ministério da Saúde, Bem-Estar e Assuntos Familiares. A 19 de março de 2010, o Ministério foi reestruturado como Ministério da Igualdade de Género e Família, assumindo novamente as responsabilidades de supervisão dos adolescentes e das famílias.

## Igualdade de Gênero

### Política de Igualdade de Gênero[7]

#### Desenvolvimento e implementação do "Segundo Plano-Quadro para Políticas de Igualdade de Gênero"

##### Background
Desenvolvimento do "Plano Básico para Políticas de Igualdade de Gênero" a cada cinco anos para realizar a igualdade de gênero em termos mais práticos, abordando a lacuna de gênero entre mulheres e homens.

##### Base de Implementação
Artigo 7 da Lei-Quadro sobre Igualdade de Gênero.

#### Objetivos Políticos
| 6 Projetos Principais                                                                 | 22 Estratégias de Implementação |
| 1. Promover consciência e cultura de igualdade de gênero.                             | 1. Combater a discriminação de gênero na mídia de massa. 2. Melhorar a educação de igualdade de gênero nas escolas. 3. Promover uma cultura de igualdade de gênero na vida diária. 4. Aumentar a eficiência da educação civil sobre igualdade de gênero.                                                                |
| 2. Garantir direitos iguais em oportunidades e no trabalho                            | 1. Promover igualdade na oportunidade de emprego. 2. Abordar a discriminação de gênero relacionada ao emprego. 3. Realçar o status de mulheres no mercado de trabalho. 4. Fornecer suporte para as mulheres manterem e avançar nas suas carreiras.                                                                      |
| 3. Realçar a representatividade e participação feminina.                              | 1. Realçar a representatividade de mulheres em áreas públicas e políticas. 2. Impulsionar a representatividade feminina em corporações privadas. 3. Aumentar a capacidade de liderança feminina. |
| 4. Criar uma infraestrutura para o equilíbrio entre vida e trabalho.                  | 1. Fortificar a responsabilidade social para o cuidado. 2. Garantir os direitos maternais e paternais de pais trabalhadores. 3. Adotar uma cultura acessível à família nos locais de trabalho. |
| 5. Erradicar a violência contra a mulher e melhorar a saúde feminina.                 | 1. Fortificar a estruturação de políticas de eliminação de violências contras as mulheres. 2. Realçar medidas de combate das diversas violências contra as mulheres. 3. Fornecer uma maior proteção e suporte a vítimas de violência sexual. 4. Melhorar a base para um sistema de saúde que seja responsivo ao gênero. |
| 6. Fortificar a implementação de mecanismos para as políticas de igualdade de gênero. | 1. Revisar a implementação de mecanismo de políticas de integração de gênero. 2. Fortificar a capacidade de políticas responsivas ao gênero. 3. Estabelecer e aumentar o sistema de cooperação na sociedade civil. 4. Promover atividades de paz e unificação e cooperação internacional.                               |

#### Melhorias Para a Representação de Mulheres no Setor Público

##### Expansão de Mulheres Funcionárias Públicas no Setor Público
·       (Cargo público) Implementação do Plano de Expansão para o Emprego de Gestoras de Nível 4 ou acima (meta para 2017: 15%); e reflexão dos resultados da implementação do Plano na avaliação de desempenho de cada ministérios e agências governamentais (em cooperação com o Ministério da Gestão de Pessoal).
※    taxas de funcionários públicos do sexo feminino de Nível 4 e superior (2012-2017): 9,3% em 2012 → 9,9% em 2013 → 11,0% em 2014 → 12,1% em 2015 → 13,5% em 2016 → 14,8% em 2017.
·       (Escolas públicas) Implementação do 'Plano de Expansão para Mulheres Diretoras e Vice-diretoras de escolas públicas (meta para 2017: 38%); e monitoramento da implementação do Plano pelas autoridades educacionais locais (em cooperação com o Ministério da Educação).
※  taxas de mulheres diretoras e vice-diretoras em escolas públicas (2012-2017): 24,6% em 2012 → 27,2% em 2013 → 29,4% em 2014 → 34,2% em 2015 → 37,3% em 2016 → 40,6% em 2017.
·       (Organizações públicas) Estabelecimento do "Sistema de Metas para Gestoras Mulheres em Organizações Públicas (julho de 2014)" (meta de 2017: 18,8%) e reflexão dos resultados de desempenho relacionados na avaliação do estado de 2014 de cada organização pública (em cooperação com o Ministério da Economia e Finanças).
※    taxas de mulheres gestoras em organizações públicas (2012-2017): 11,5% em 2012 → 13,0% em 2013 → 14,8% em 2014 → 16,4% em 2015 → 17,2% em 2016 → 18,8% em 2017.

##### Expansão do Grupo de Mulheres Líderes
·       Fomentando Futuras Mulheres Líderes identificado como um Projeto de Política Nacional para aumentar a representação feminina; e Expansão do "Banco de Dados de Mulheres Líderes" para 110.000 pessoas.
※ Mulheres líderes registradas no banco de dados (2013-2017): 47.068 em 2013 → 63.776 em 2014 → 78.960 em 2015 → 94.110 em 2016 → 101.346 em 2017.
·       Utilizar o banco de dados para identificar mulheres líderes com talento específico e realizações na carreira, a fim de recomendá-las como candidatas a comitês de governo e conselho executivo de instituições públicas.

### Utilização de Recursos Para Mulheres[8]

#### Histórico
- Taxa de participação econômica mais baixa entre mulheres coreanas, em comparação com a dos principais países da OCDEDesenvolvimento e implementação do "Segundo Plano-Quadro para Políticas de Igualdade de Gênero".

- Especialmente para mulheres coreanas entre 20 e 30 anos, o “fenômeno da curva M” persiste, onde representa a interrupção de sua carreira em prol de trabalhos domésticos e cuidado de filhos; além de condições inferiores de trabalho serem observadas distintamente ao serem reempregadas.

- Implementação de políticas de apoio baseadas nos ciclos de vida, para o amparo e utilização de recursos para mulheres como um Motor de Crescimento Nacional.Desenvolvimento e implementação do "Segundo Plano-Quadro para Políticas de Igualdade de Gênero"

#### Principais Políticas de Apoio
- Apoio para o Desenvolvimento de Carreira de Mulheres JovensDesenvolvimento e implementação do "Segundo Plano-Quadro para Políticas de Igualdade de Gênero".

- Mentoria de jovens mulheres: Uma mulher com mais experiência profissional torna-se mentora de uma mais jovem em atuação na mesma área, fornecendo conhecimentos profissionais relacionados ao seu trabalho e à ética trabalhista; para assim, eventualmente, construir uma rede de contatos e agir como inspiração para sua pupila.

- Auxílio para Mulheres Líderes e Expansão de Gerentes MulheresDesenvolvimento e implementação do "Segundo Plano-Quadro para Políticas de Igualdade de Gênero".

- Operação da Academia de Mulheres Líderes: Fornecimento de educação capacitiva personalizada, com o intuito de apoiar o desenvolvimento de mulheres gerentes de classe média e fazê-las crescerem como líderes-chave em suas organizações.

| Público-alvo para a instrução: gerentes mulheres de classe média e gerentes sênior (candidatas à diretoria) em corporações privadas, organizações públicas, etc. Conteúdo da instrução: gerar maior conhecimento sobre a organização e sobre si mesma, fortalecer o seu poder de comunicação e negociação, desenvolvimento de capacidade para gestão organizacional, etc. Método de ensino: treinamento coletivo e ensino online. |

- Construção de uma rede de contatos para gerentes mulheres: fortalecimento da capacidade organizacional; sugestão de visão para a entrada em cargos de alto escalão; e apoio para a construção de uma rede de contatos entre seniores e juniores mulheres dentro do escritório.

- Apoio Para o Reemprego de Mulheres com Carreiras Interrompidas.Desenvolvimento e implementação do "Segundo Plano-Quadro para Políticas de Igualdade de Gênero"

- Ato relevante: Artigo 13 da Lei de Promoção de Atividades Econômicas de Mulheres com Carreiras Interrompidas.
- Organização Empresarial: Novo Centro de Ocupação para Mulheres (150 centros ao longo da nação).
- Conteúdos da Organização: Provisão de apoio compreensível e serviços, incluindo aconselhamento para contratação, treinamento vocacional e educativo, apoio para estágios, indicação de profissional, e também cuidados pós contratação para mulheres que interromperam suas carreiras em prol de trabalhos domésticos e cuidado de filhos.

#### Fluxo do Serviço de Apoio
→                                 →                              →
| Aconselhamento Empregatício                                                                      | Treinamento Vocacional e Educativo                                                                                | Apoio para Contratação | Cuidados Pós Contratação |
| Aconselhamento personalizado Aconselhamento em grupo Fornecimento de informações sobre trabalhos | Educação em prol do desenvolvimento de competências vocacionais para aperfeiçoamento de capacidades profissionais | Busca de candidatas para empregos Apoio para estágios Acompanhamento em entrevistas Correspondência entre candidatas e ofertas de empregos | Aconselhamento e mentoria Apoio na melhoria do ambiente de trabalho e instrução sobre igualdade de gênero na empresa empregadora |

### Intercâmbio e Cooperação Internacional[9]

#### Participação em conferências internacionais sobre mulher, família e juventude

##### A 62ª Sessão da Comissão das Nações Unidas sobre o Status da Mulher (CSW)
- (Período / local) 12 a 23 de março / Sede das Nações Unidas em Nova York.
- (Agenda principal) Desafios e oportunidades para alcançar a igualdade de gênero e o empoderamento de mulheres e meninas rurais.

##### Fórum de Mulheres e Economia da APEC (WEF) 2018
- (Período / local) 3 a 7 de setembro / Port Moresby, Papua Nova Guiné.
- (Agenda principal) Aproveitando as oportunidades para mulheres e meninas avançarem na era digital.

#### Melhoria do status nacional por meio do cumprimento dos principais tratados e resoluções internacionais

##### Apresentação e Deliberação do 8º Relatório Periódico de País da CEDAW
- A Convenção sobre a Eliminação de Todas as Formas de Discriminação contra a Mulher (CEDAW) é um tratado internacional adotado em 1979 pela Assembleia Geral das Nações Unidas e entrou em vigor em setembro de 1981. Em 2015, 189 estados ratificaram ou aderiram ao tratado. Desde a apresentação do primeiro relatório nacional em 1986, a Coréia apresenta um relatório periódico a cada quatro anos. A República da Coreia apresentou em julho de 2015 seu 8º Relatório Periódico de País da CEDAW, que foi revisado em fevereiro de 2018.

##### Acompanhamento da Implementação do Plano de Ação Nacional para a Resolução 1325 do Conselho de Segurança das Nações Unidas sobre Mulheres, Paz e Segurança
- O primeiro Plano de Ação Nacional (NAP) da Coreia foi estabelecido em maio de 2014, e um total de seis reuniões conjuntas de inspeção de desempenho ocorreram entre 2014 e 2017. O primeiro NAP era composto por dez objetivos e estratégias subsequentes em quatro áreas, ou seja, Prevenção, Participação, proteção e alívio e recuperação. Oito autoridades relevantes * participaram da elaboração e implementação do primeiro NAP.

※ Ministério da Igualdade de Gênero e Família, Ministério das Relações Exteriores, Ministério da Defesa Nacional, Ministério da Unificação, Ministério da Justiça, Ministério da Educação, Ministério do Interior e segurança e Agência de Cooperação Internacional da Coreia.
- O segundo NAP da Coreia foi estabelecido em setembro de 2018 em estreita cooperação com nove autoridades relevantes (a Agência Nacional de Polícia da Coreia recentemente adicionada), bem como com a sociedade civil. O segundo NAP compreende doze objetivos e estratégias subsequentes em cinco áreas: Prevenção, Participação, Proteção, Socorro e Recuperação e Implementação e Monitoramento. Para garantir a implementação e monitoramento eficazes do NAP, reuniões interagências serão realizadas duas vezes por ano, nas quais todos os ministérios e agências relevantes participam com a presença de especialistas civis.

##### Cumprimento de outros tratados internacionais (durante todo o ano)
- A implementação de tratados ou resoluções internacionais, relacionados com mulheres, jovens ou família, é inspecionada e revista.

#### Garantia da competitividade nacional por meio da Rede Internacional de Mulheres Coreanas (KOWIN)

##### Sistema de Cooperação Global por meio da Solidariedade das Mulheres Coreanas em todo o mundo
- Lançado em 2001, junto com o Ministério da Igualdade de Gênero, KOWIN é uma conferência anual sobre questões globais e políticas nacionais para atender às necessidades das pessoas nestes tempos de mudança. Aproximadamente 300 mulheres líderes da Coréia e mais de 200 do exterior participaram todos os anos. A 18ª Rede Internacional de Mulheres Coreanas em 2018 foi realizada em Sokcho, com o Governo Provincial de Jeonbuk como co-anfitrião.

※ Co-anfitriões: Incheon em 2009, Busan em 2010, Ulsan em 2011, Província de Yeosu e Jeonnam em 2012, Daejeon em 2013, Província de Kumi e Kyeongbuk em 2014, Província de Tongyeong e Kyeongnam em 2015, Jeju em 2016, Província de Gunsan e Jeonbuk em 2017, província de Sokcho e Gangwon em 2018.

##### Capacitação para mulheres coreanas no exterior e apoio para o cultivo de mulheres líderes da próxima geração
- Desde 2010, KOWIN tem cultivado apoio para projetos de rede regional/intergeracional no exterior e o cultivo de mulheres líderes no exterior das gerações vindouras.

※ Oficiais de contato regionais conduzem atividades especializadas e programas promocionais (workshop, talkfest, fórum, etc.) para fortalecer a rede e o espírito comunitário de mulheres coreanas no exterior (25 regiões em 23 países).

#### Promoção de programas de Assistência Oficial ao Desenvolvimento (ODA) com o objetivo de empoderar economicamente mulheres de países em desenvolvimento, compartilhando as boas práticas e experiências políticas da Coreia

##### Desenvolvimento da capacidade profissional das mulheres para países em desenvolvimento (desde 2010)
- O treinamento bianual no local de trabalho convida funcionários públicos e especialistas da sociedade civil de países em desenvolvimento para compartilhar a experiência e as boas práticas da Coréia em políticas de desenvolvimento de capacidade profissional. Aproximadamente 40 participantes de mais de 20 países se juntam a cada ano.

##### Apoio ao Centro de Desenvolvimento de Capacidade Profissional de Mulheres em Países em Desenvolvimento (desde 2011)
- As capacidades operacionais dos centros de treinamento vocacional feminino em países em desenvolvimento são fortalecidas, por meio da transferência de experiências da Coréia com o Centro de Reemprego de Mulheres
- Aconselhamento de carreira, treinamento vocacional e outros serviços são oferecidos a mulheres em países em desenvolvimento
- Programas de capacitação oferecidos a funcionários locais em Centros de Treinamento Profissional para Mulheres

##### Apoio às Vítimas de Tráfico de Pessoas em Países em Desenvolvimento (desde 2013)
- Educação preventiva sobre exploração sexual e tráfico de pessoas; campanhas de conscientização sobre exploração sexual e tráfico de pessoas; e treinamento vocacional (de modo a construir autosutentabilidade) em cooperação com organizações civis locais para vítimas no Camboja.

## Polémicas
Historicamente, o Ministério da Igualdade de Género e Família tem sido criticado pelo uso da palavra mulher (hangul: 여성) na sua designação, que conduziu a acusações de tomar partido nas questões da desigualdade de género e discriminação inversa. O ministério esteve envolvido em várias controvérsias que conduziram um movimento instando à sua supressão em 2006, 2008 e 2013.
Em 2006, o Ministério da Igualdade de Género e Família estabeleceu uma política financeira para os homens não contratarem prostitutas nas festas masculinas no dia de Ano-Novo. Os homens eram instruídos a registarem-se no sítio com seus números de identificação nacional, cujo orçamento total era de 3 600 000 uones sul-coreanos (cerca de 3 175 dólares estado-unidenses). Isto conduziu um movimento a realizar assinaturas para suprimir o ministério.
Em novembro de 2011, o ministério implementou o Sistema do encerramento forçado dos jogos eletrónicos entre adolescentes (hangul: 청소년 게임 강제 셧다운제도), que gerou forte controvérsia. A lei foi criticada como sendo ineficaz, tendo incentivado os adolescentes a cometerem o crime de utilizar os números de registo de residente dos seus pais e a restringir a produção dos jogos eletrónicos nacionais.